# Phragmidiella heterophragmatis
Phragmidiella heterophragmatis är en svampart som först beskrevs av Mundk. & Thirum., och fick sitt nu gällande namn av Thirum. & Mundk. 1950. Phragmidiella heterophragmatis ingår i släktet Phragmidiella och familjen Phakopsoraceae.   Inga underarter finns listade i Catalogue of Life.